# Antonio Piazza
Pour les articles homonymes, voir Piazza.
Cet article concerne le journaliste. Pour le réalisateur, voir Fabio Grassadonia et Antonio Piazza.
Antonio Piazza (Venise 1742, Venise le 17 mars 1825), est un journaliste, auteur dramatique, romancier italien.

## Biographie
La vingtaine, Antonio Piazza fait ses débuts à Venise comme poète improvisateur. Par la suite il devient auteur théâtral et de romans. De 1762 à 1786 ses récits et comédies obtiennent un large succès de public dans toute l'Italie et connaissent plusieurs réimpressions.
Il crée en 1787 la Gazzetta urbana veneta qui paraîtra jusqu’en 1798. 
Proche des jacobins vénitiens en 1797 au moment de l'invasion française de l'Italie, il est arrêté (très probablement en 1800) et déporté à Trieste par la police habsbourgeoise. Gracié par le gouvernement austro-hongrois après cinq mois de prison sans procès, on le retrouve en 1801 à Milan où il mène une vie de privations, en collaborant de manière ponctuelle avec les typographes de la capitale cisalpine et de Brescia. Peu après 1806 il rentre à Venise où il publiera de nombreux ouvrages et almanach en vers et en prose et où il vivra en conditions d'extrême pauvreté jusqu'à sa mort.
Écrivain multiforme et prolifique, passionné de théâtre, l'une de ses comédies, d’inspiration goldonienne, en trois actes et en prose, L’Amicizia in cimento, est créée au théâtre proche de l’église San’Angelo où elle est très applaudie.
Antonio Piazza meurt à Venise le 17 mars 1825.
Il est souvent confondu avec son homonyme Antonio Piazza (1795-1872), poète et librettiste de Brescia.

## Œuvres
- L'impresario in rovina
- Giulietta, la pazza per amore
- Il teatro, ovvero fatti di una veneziana
- L'amor tra l'arme
- L'amicizia in cimento (comédie)

## Notices d'autorité
- Ressources relatives à la musique :   - Grove Music Online
  - Répertoire international des sources musicales
- Ressource relative au spectacle :   - Les Archives du spectacle
- Notices dans des dictionnaires ou encyclopédies généralistes :   - Dizionario biografico degli italiani
  - Treccani
- Notices d'autorité :   - VIAF
  - ISNI
  - BnF (données)
  - IdRef
  - LCCN
  - GND
  - Italie
  - Espagne
  - Pays-Bas
  - Pologne
  - Israël
  - NUKAT
  - Vatican
  - Tchéquie
  - Brésil
  - WorldCat